# Хелзинки Таймс
Хелзинки Таймс (на английски: Helsinki Times) е първият ежедневен онлайн вестник на английски език във Финландия, предоставящ новини за Финландия и света за англоезичните читатели, живеещи в страната. В периода от 2007 до 2015 г. е издавано седмично печатно издание.
Вестникът е създаден през април 2007 г. от роденият в Иран лекар, писател, журналист и режисьор – Алексис Курос, който се установява във Финландия през 1990 г. Публикуван е в таблоиден формат, печатното му издание е прекратено през февруари 2015 г. Въпреки това, до днес helsinkimes.fi се актуализира няколко пъти на ден с местни новини за Финландия на английски, което води до огромен архив от статии, свързани с Финландия, съставен от голям брой оригинални и преведени статии.